# Racięcin
Racięcin – wieś w Polsce położona w województwie wielkopolskim, w powiecie konińskim, w gminie Wierzbinek, przy drodze powiatowej nr 3191P. Miejscowość jest siedzibą sołectwa Racięcin. Częścią wsi jest Janowo Racięckie.
W latach 1975–1998 miejscowość administracyjnie należała do województwa konińskiego. W roku 2009 Racięcin wraz z miejscowością Talarkowo liczył 298 mieszkańców, w tym 148 kobiet i 150 mężczyzn.
W okolicach wsi występują gleby należące do kompleksu żytniego dobrego.
10 maja 1915 roku we wsi urodził się Stefan Tabaczyński.

## Zabytki
We wsi według rejestru zabytków znajduje się zespół dworski, w skład którego wchodzą murowany dwór zbudowany przez Antoniego Tabaczyńskiego na początku XX wieku oraz założony w połowie XIX wieku park. W gminnej ewidencji zabytków ujęta jest także obora folwarczna z lat 30. XX wieku.
W miejscowości znajdują się 2 pomnikowe dęby szypułkowe o obwodach pnia ponad 500 cm i jeden pomnikowy dąb szypułkowy o obwodzie ponad 700 cm.